# George Enescu
George Enescu [džeordže eˈnesku] (francouzsky Georges Enesco, 19. srpna 1881, Liveni – 4. května 1955, Paříž) byl rumunský hudební skladatel, dirigent a houslista, ve své době světově nejznámější představitel rumunské hudby.

## Životopis
Narodil se ve vesnici Liveni (na jeho počest později přejmenované na George Enescu) v dnešní župě Botoșani v historické Moldávii. Od dětství jevil nesmírný muzikální talent, první skladbu napsal v pěti letech. V sedmi letech začal studovat hudbu ve Vídni a později v Paříži.
Působil jako skladatel, ve dvacátých letech žil v Americe a věnoval se dirigování a vyučování hry na housle, k jeho žákům patřil i Yehudi Menuhin a Christian Ferras, v letech 1937–1938 řídil Newyorskou filharmonii. V roce 1938 se oženil s rumunskou šlechtičnou Marií Rosetti, po sovětské okupaci Rumunska emigroval do Paříže, kde zůstal do smrti, je pohřben na hřbitově Père Lachaise.

## Dílo

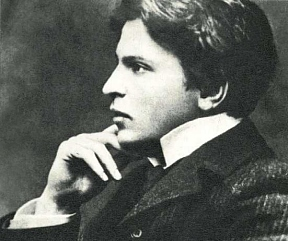
Portrét

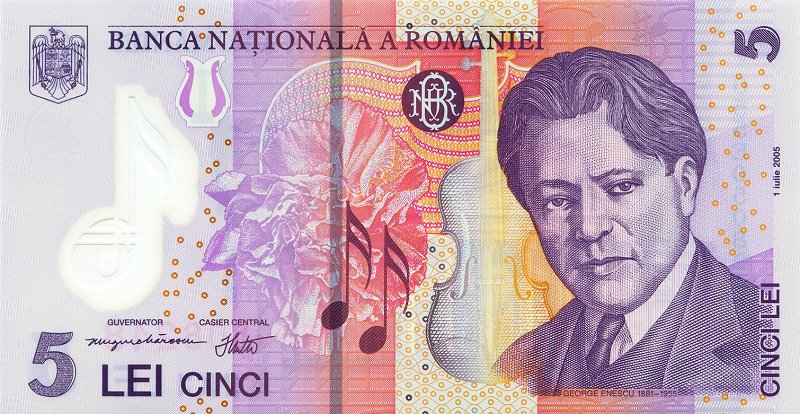
George Enescu na bankovce 5 leu

Mnoho hudebních skladeb je inspirováno rumunskou lidovou hudbou, k nejznámějším patří Rumunské rapsódie (1901–1902) a opera Oidipus (1936). Napsal také pět symfonií, symfonickou báseň Vox maris a mnoho komorních skladeb.
Enescu je jedním z nejuznávanějších rumunských skladatelů, v Bukurešti existuje muzeum věnované jeho památce, je po něm pojmenován symfonický orchestr Enesca a festival George Enesca (jeden z největších festivalů klasické hudby ve východní Evropě, konaný každý lichý rok, obvykle v září). Je po něm pojmenováno též letiště v Bacău.